# Paulo Innocenti
Paulo Innocenti – noto anche come Paolo Innocenti – (Rio Grande do Sul, 11 marzo 1902 – Napoli, 13 luglio 1983) è stato un allenatore di calcio e calciatore brasiliano naturalizzato italiano, di ruolo difensore.
Il soprannome di Pippone, con cui era noto presso i tifosi, derivava dal suo naso.

## Carriera

### Calciatore

#### Club

##### Bologna
Emigrato in Italia nel 1915 con i genitori di origini bolognesi, dal 1924 al 1926 giocò per il Bologna dove vinse uno scudetto nella stagione 1924-1925, cui dette il contributo con 12 presenze, in un'epoca in cui non erano consentite sostituzioni.

##### Napoli
Nel 1926 giunse a Napoli per svolgervi il servizio militare; ingaggiato dalla locale squadra ne fu esentato; giocò quindi sino al 1937 con il Napoli, di cui fu il primo capitano della storia, collezionandovi 213 presenze, compresa la prima partita disputata dall'appena costituita squadra, la sconfitta casalinga del 3 ottobre 1926 contro l'Inter per 3-0 e ne segnò anche il primo gol della storia, il 17 ottobre 1926, in Genoa-Napoli 4-1. Con la maglia dei partenopei, che fu la sua ultima squadra come calciatore, restò per dieci stagioni, passando dall'era della presidenza di Giorgio Ascarelli a quella del comandante Achille Lauro, in cui la società si piazzò al terzo posto in classifica finale nei campionati 1932-1933 e 1933-1934, risultato che sarebbe stato eguagliato solo nel campionato 1965-1966.

#### Nazionale
In un'epoca in cui la nazionale poteva contare nel suo ruolo su giocatori come Luigi Allemandi ed Umberto Caligaris debuttò il 12 aprile 1931 in Lussemburgo-Italia B (0-3) in una gara in cui aveva come compagni di reparto difensivo i compagni di squadra nel Napoli Cavanna e Vincenzi, mentre in attacco c'erano Mihalich e Vojak, anche loro compagni di squadra nel Napoli; in gara, secondo il Littoriale, fornì un'ottima prova senza sbagliare un'occasione intendendosi benissimo con il portiere e sventando pure un tentativo di andare a segno degli avversari. In totale collezionò quattro presenze senza segnare reti.

### Allenatore
Nel 1942-1943 subentrò ad Antonio Vojak sulla panchina del Napoli, conducendo la squadra al terzo posto in Serie B; rimase comunque, dopo la fine della carriera, a lavorare per la società partenopea, diventando uomo di fiducia di Achille Lauro ed aprendo un'attività commerciale a Napoli, un bar in pieno centro diventato popolare presso i tifosi; nel capoluogo vi restò sino alla morte, avvenuta per infarto, constatata dall'amico, compagno di squadra e collega per molti anni Athos Zontini.

## Palmarès
- Campionato italiano: 1

Bologna: 1924-1925